# RS-510
Pour les articles homonymes, voir Route 510.
La RS-510 est une route locale des Nord-Ouest de l'État du Rio Grande do Sul qui relie l'embranchement de la RS-223, sur le territoire de la municipalité d'Ibirubá, à la commune de Fortaleza dos Valos. Elle dessert Ibirubá, Cruz Alta et Fortaleza dos Valos, et est longue de 23 km. Son état est inégal.